# Moulin-à-vent (Lyon)
Pour les articles homonymes, voir Moulin à vent.
Le Moulin-à-vent est un quartier situé à cheval sur le 8e arrondissement de Lyon et Vénissieux.

## Situation
Il est limité : 
- à l'ouest, par les voies de la ligne de Paris-Lyon à Marseille-Saint-Charles et de la ligne de Lyon-Perrache à Marseille-Saint-Charles (via Grenoble) qui le séparent du quartier de Gerland dans le 7e arrondissement ;
- au sud, par le boulevard périphérique Laurent Bonnevay ;
- à l'est, par le quartier des États-Unis ;
- au nord, par le quartier du Grand Trou.

Le quartier est traversé par la route de Vienne qui marque la limite entre les communes de Lyon (à l'ouest) et de Vénissieux (à l'est).

## Origine du nom
Le quartier tire sa dénomination d'un moulin à vent, construit à l'angle des rues actuelles du Moulin-à-Vent et Professeur-Roux, gravement endommagé pendant une tempête en 1748 et transformé peu après en auberge à succès.

## Histoire
Ce territoire conserve longtemps un caractère rural, comme l'indique l'origine de son nom. Il est traversé par la route nationale no 7 de Paris à Antibes via le Grand-Trou et Saint-Fons (route de Vienne).
En 1824, y est fondé le centre hospitalier Saint-Jean-de-Dieu. Le mur d'enceinte de l'hôpital est décoré d'un ensemble de fresques et d'aménagements dans le cadre de « La fresque du Demi-Millénaire » pour commémorer les 500 ans de la naissance de Jean de Dieu, fondateur de l'ordre des hospitaliers de Saint-Jean-de-Dieu.
La partie à l'ouest de la route de Vienne était située sur la commune de La Guillotière jusqu'au rattachement de cette dernière à la commune de Lyon en 1852.
Le quartier conserve un caractère semi-rural jusque dans la seconde partie du XXe siècle.
Le quartier a fait l'objet d'un vaste programme de réaménagement, notamment sur la rue Henri-Barbusse, dont l'inauguration a eu lieu le 31 mai 2012. Il est classé quartier prioritaire sur une petite portion de quatre hectares, avec 1 521 habitants en 2018.
Le nord du quartier est desservi par la ligne 6 du tramway de Lyon depuis le 22 novembre 2019.

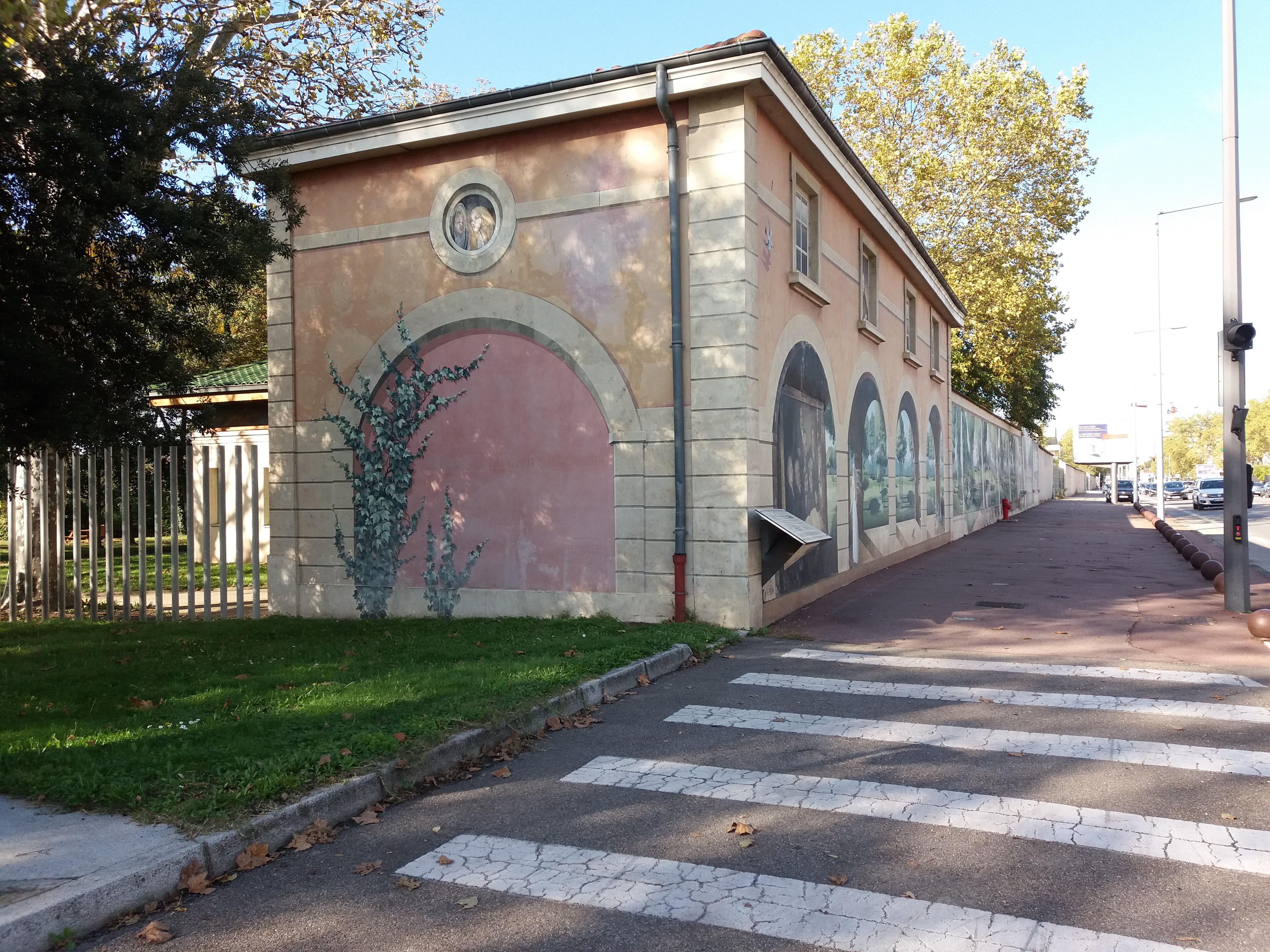
Fresque du demi-millénaire sur le mur d'enceinte du centre hospitalier Saint-Jean-de-Dieu
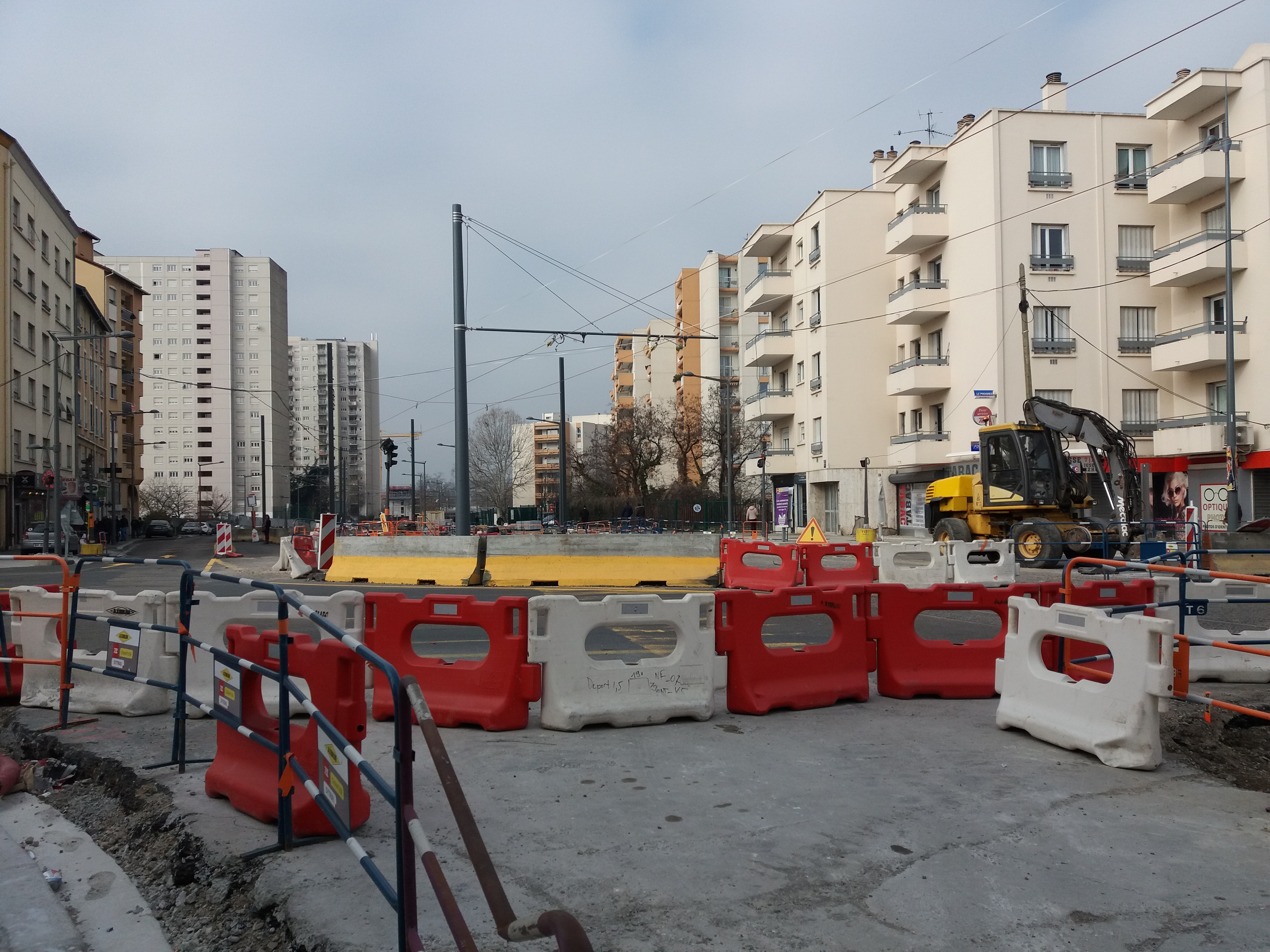
Croisement de la route de Vienne et de la rue Henri-Barbusse pendant les travaux de construction de la ligne

## Sport
Le club de futsal Lyon Futsal Moulin à Vent tient son nom du quartier où il évolue.